# Західна Нова Британія
5°50′ пд. ш. 150°0′ сх. д. / 5.833° пд. ш. 150.000° сх. д.
Західна Нова Британія (англ. West New Britain, ток-пісін Wes Niu Briten) — провінція Папуа Нової Гвінеї, розташована в південно-західній частині острова Нова Британія. Також включає в себе острови Віту та острів Лолобау. Адміністративний центр — місто Кімбе (27 191 особа — дані за 2013), яке є третім за величиною портом країни та одним з найбільш швидкозростаючих міст Океанії.

## Географія
Загальна площа провінції — 20 387 км², більша частина з яких являють собою гористі райони, вкриті густими тропічними лісами. Всього на території провінції проживає сім місцевих племен (Наканаї, бакові, кове, унеа, малеу, каулонг та арове ), що розмовляють на 25 корінних австронезійських мовах. Багато жителів вільно спілкуються на англійською мовою. Основу місцевої економіки становить сільське господарство. Для експорту виробляється пальмова олія.

## Населення
За результатами перепису населення у 2000 році чисельність жителів становила 184 508 осіб, що відповідало 15-му місцю серед провінцій країни. За переписом 2011 року населення провінції становило 264 264 осіб (14-те місце).
| 1980   | 1990     | 2000     | 2011     |
| ------ | -------- | -------- | -------- |
| 88 941 | ▲130 190 | ▲184 508 | ▲264 264 |

## Історія
Європейськими першовідкривачами тутешніх земель стали німецькі мандрівники та торговці. Займалися вони переважно або торгівлею, або організацією місцевих плантацій по вирощуванню кокосових пальм, плоди яких використовували для виробництва копри, що йшла на експорт. В 1884 році німці оголосили Нову Гвінею підопічної територією.
В 1914 році острів Нова Британія перейшов під контроль Австралії, яка з 1921 року управляла ним як частиною підопічної території за мандатом Ліги націй. У роки Другої світової війни на території провінції велися великі битви австралійських та американських військ з озброєними силами Японії, які, тим не менш, були повністю розгромлені до 1945 року.
В 1966 році острів Нова Британія був розділений на провінції: Східну та Західну Нову Британію. З 1975 року вони є частиною незалежної держави Папуа Нова Гвінея. В 1976 році була сформована провінція Західна Нова Британія, в якій став діяти провінційний уряд.